# Colégio Visconde de Porto Seguro

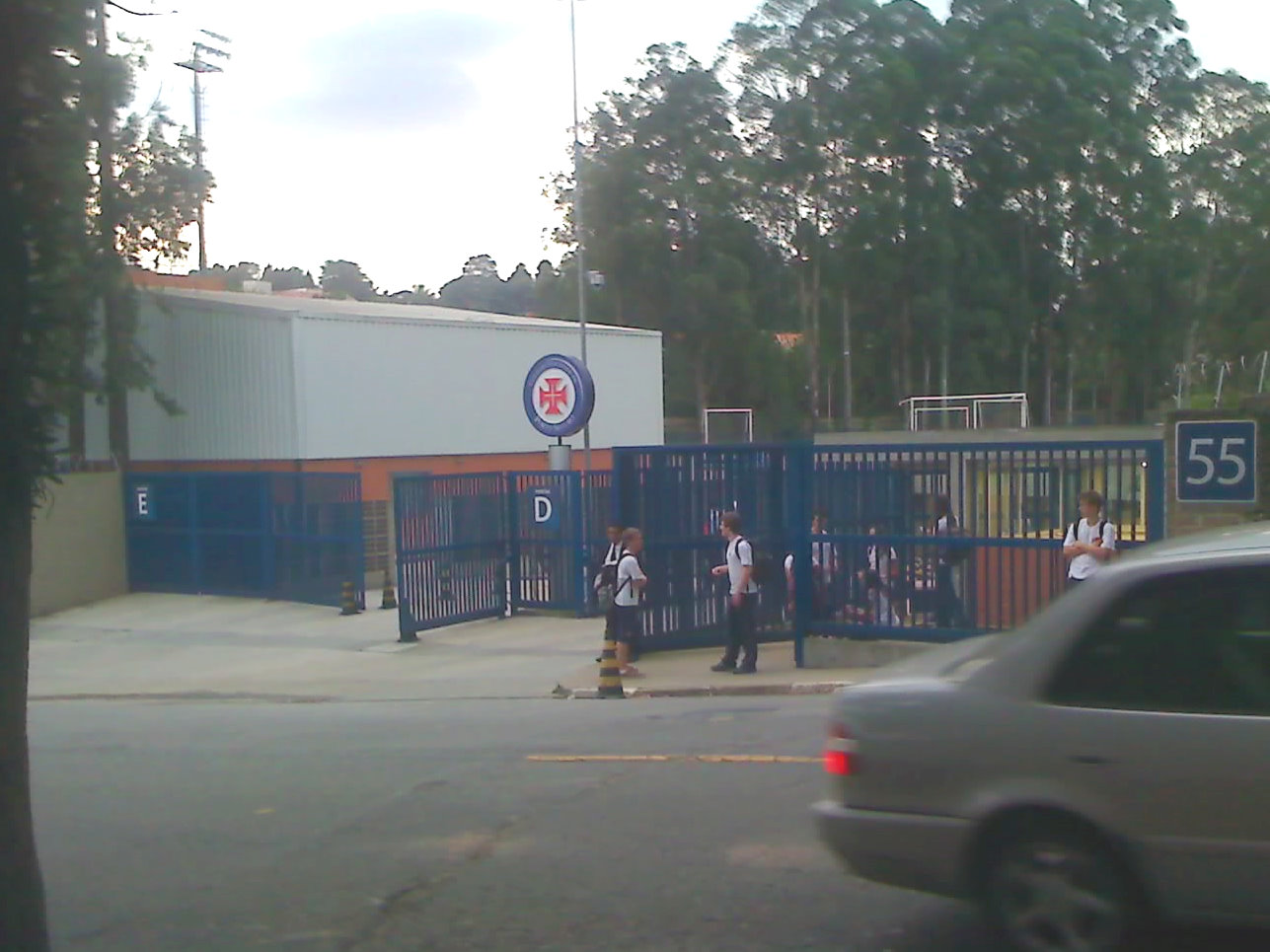
Colégio Visconde de Porto Seguro Haupteingang

Das Colégio Visconde de Porto Seguro ist eine traditionsreiche Privatschule in Brasilien mit insgesamt fünf Standorten in São Paulo und Valinhos. Sie ist mit rund 10.000 Schülern die größte Privatschule des Landes und die größte Deutsche Schule weltweit.
Die Schule Porto Seguro (port. für sicherer Hafen) war ursprünglich eine deutsche Schule. Auch heute noch wird sie von vielen Schülern deutscher Muttersprache besucht.

## Geschichte
Die Schule wurde 1878, einem Anliegen der Deutschen in São Paulo zufolge, mit dem Namen „Deutsche Schule“ (Olinda-Schule) gegründet.
Ihr Trägerverein war eine Aktiengesellschaft, deren Aktionäre zum größten Teil die Eltern der Schulkinder waren. Der Unterricht erfolgte sowohl in deutscher als auch in portugiesischer Sprache.
Dank der voraussehenden Leitung, die es verstand, die Anliegen der Schule denen des Gastlandes anzupassen, überstand die Schule den Ersten Weltkrieg, die darauffolgenden landesinternen Revolutionen und den Zweiten Weltkrieg.
Während des Zweiten Weltkrieges, als Brasilien gegen Deutschland antrat, erhielt die Schule den Namen „Colégio Visconde de Porto Seguro“, genannt nach dem berühmten deutschstämmigen Historiker Brasiliens, Francisco Adolfo Varnhagen.
Der Unterricht wurde von da ab in portugiesischer Sprache erteilt, der Deutschunterricht war untersagt.
Die ab den 1960er Jahren stetig anwachsende Schülerzahl verlangte die Vergrößerung der Schule. Es entstanden Neubauten, zwischenzeitlich bestehen vier Schuleinheiten in São Paulo.
Das Industriewachstum der 80er Jahre in Richtung Großraum Campinas rechtfertigte den Bau einer Schule in der dort liegenden Ortschaft Valinhos.
Im Jahr 1966 wurde für die minderbemittelte Bevölkerung der näheren Umgebung ein Schulzug gegründet, der den dort lebenden Kindern und Jugendlichen unentgeltlich qualitativ hochwertige Ausbildung von der Vorschule bis hin zur Oberstufe bietet. Die Kinder erhalten außerdem Kleidung sowie Verpflegung und werden ärztlich versorgt.
Insgesamt besuchen 10.000 Schüler die Schule(n), davon 800 bis 900 in dem unentgeltlichen Schulzug.

## Struktur
Die Schule wird von dem Trägerverein “Fundação Visconde de Porto Seguro” getragen. Sein Kuratorium besteht aus 64 Beiräten, die aus ihren Reihen einen Vorstand wählen, dessen Aufgabe es ist, die Geschäfte der Stiftung zu leiten.
Das Lehrerkollegium besteht aus 750 Mitgliedern, von denen 40 aus Deutschland kommen.
Die Einheit I (Unidade I) liegt seit den 1970er Jahren im Stadtteil Morumbi. Seit 1983 gibt es die Einheit II in Valinhos mit circa 2.500 Schülern, seit 1998 eine dritte Einheit in São Paulo – Panamby. Ein bilingualer Kindergarten für Kinder ab sechs Monaten besteht seit 2006 auf dem Gelände der Einheiten I und III.
Es werden drei Curricula angeboten:
- das brasilianische Curriculum, in dem die Unterrichtssprache Portugiesisch ist. Als Fremdsprachen werden Deutsch ab dem 1. Schuljahr, Englisch ab dem 5. und Spanisch ab dem 8. Schuljahr gelehrt;
- das deutsche Curriculum, in dem in beiden Sprachen (Deutsch und Portugiesisch) unterrichtet wird. Englisch und Spanisch kommen als Fremdsprachen hinzu;
- ein berufsbildendes Curriculum, Oberstufe mit Ausbildung zum Außenhandelskaufmann.

## Abschlusszertifikate
Die Abschlussprüfungen führen mit dem brasilianischen Zertifikat zur Hochschulreife.
Im berufsbildenden Handelscurriculum führt der Abschluss zu einem Außenhandelsdiplom.
Nach zwölfeinhalb Jahren im deutschen Zug werden die Abiturprüfungen, gemäß der deutschen Prüfungsordnung, abgenommen.
Ferner werden die Prüfungen für die Zertifikate des ZDP (Zertifikat für Deutsch als Fremdsprache) und des Sprachdiploms I und II abgenommen, sowie die des DELE (Spanisch) und CAMBRIDGE (Englisch).

## Schüleraustausch
Der Schüleraustausch zwischen Brasilien und Deutschland besteht seit 1978. Prominentester Pate dieses Programms war der damalige Ministerpräsident von Baden-Württemberg Dr. Lothar Späth. Das Angebot besteht für die Schüler des brasilianischen Curriculums in der 10. Klasse und, seit kurzem, auch für jüngere Teilnehmer des Deutschen Zuges. Der Schüleraustausch wird heute von Matthias Holtmann, dem Deutschen Schulleiter von Morumbi und Panamby geleitet.
Unter den deutschen Partnerschulen ist das Max-Planck-Gymnasium in Dortmund zu nennen, das als einziges Gymnasium in Deutschland Portugiesisch bis ins Abitur anbietet.

## Bekannte Schüler
Eine berühmte Schülerin der Porto Seguro war Königin Silvia von Schweden.